# Oroquieta (Navarra)
Oroquieta (Orokieta en euskera y de forma oficial) es una localidad española  de la Comunidad Foral de Navarra perteneciente al municipio de Basaburúa Mayor y al concejo de Oroquieta-Erviti. 
Está situado en la Merindad de Pamplona, en la comarca de Ultzamaldea, y a 33 km de la capital de la comunidad, Pamplona. Su  población en 2021 fue de 30 habitantes (INE), su superficie es de 14,82 km² y su densidad de población de 2,02 hab/km².
En mayo de 1872, durante la tercera carlistada fue escenario de una batalla que originó la primera actuación de la Cruz Roja de Navarra.

## Geografía física

### Situación
La localidad de Oroquieta está situada en la parte occidental del municipio de Basaburúa Mayor a una altitud de 585 m s. n. m. Su término tiene una superficie de 14,82 km² y limita al norte con Igoa, al este con Ilarregui en el municipio de Ulzama), al sur con Erviti y al oeste con Udave.
|              | Norte: Igoa |                          |
| Oeste: Udave |             | Este: Ilarregui (Ulzama) |
|              | Sur: Erviti |                          |

## Demografía

### Evolución de la población
| Gráfica de evolución demográfica de Oroquieta entre 2000 y 2021 |
|                                                                 |
| Datos según el nomenclátor publicado por el INE.                |